# Isola di Favignana
Favignana (in siciliano Faugnana) è un'isola italiana, principale isola dell'arcipelago delle Egadi, nel territorio della Regione Siciliana.
Si trova a circa 7 km dalla costa occidentale dell'isola di Sicilia, tra Trapani e Marsala, e fa parte del Comune di Favignana.
Il nome di Favignana deriva dal latino favonius (favonio), termine con il quale i Romani indicavano il vento caldo ricadente proveniente da ovest. Il villaggio sorge intorno a un'insenatura naturale dove è strutturato il porto sulle cui sponde sono presenti gli edifici delle antiche tonnare Florio.
Le tradizionali architetture mediterranee dell'isola, caratterizzate da intonaci bianchi e finestre azzurre o verdi, sono, specialmente negli ultimi anni, oggetto di riscoperta e valorizzazione; il paesaggio è tutelato infatti dalla sovrintendenza ai beni culturali.
L'isola, ricoperta prevalentemente da macchia mediterranea costituita da arbusti cespugliosi e da boschi di pini marittimi, si è affermata come importante meta turistica.

## Geografia fisica

### Territorio

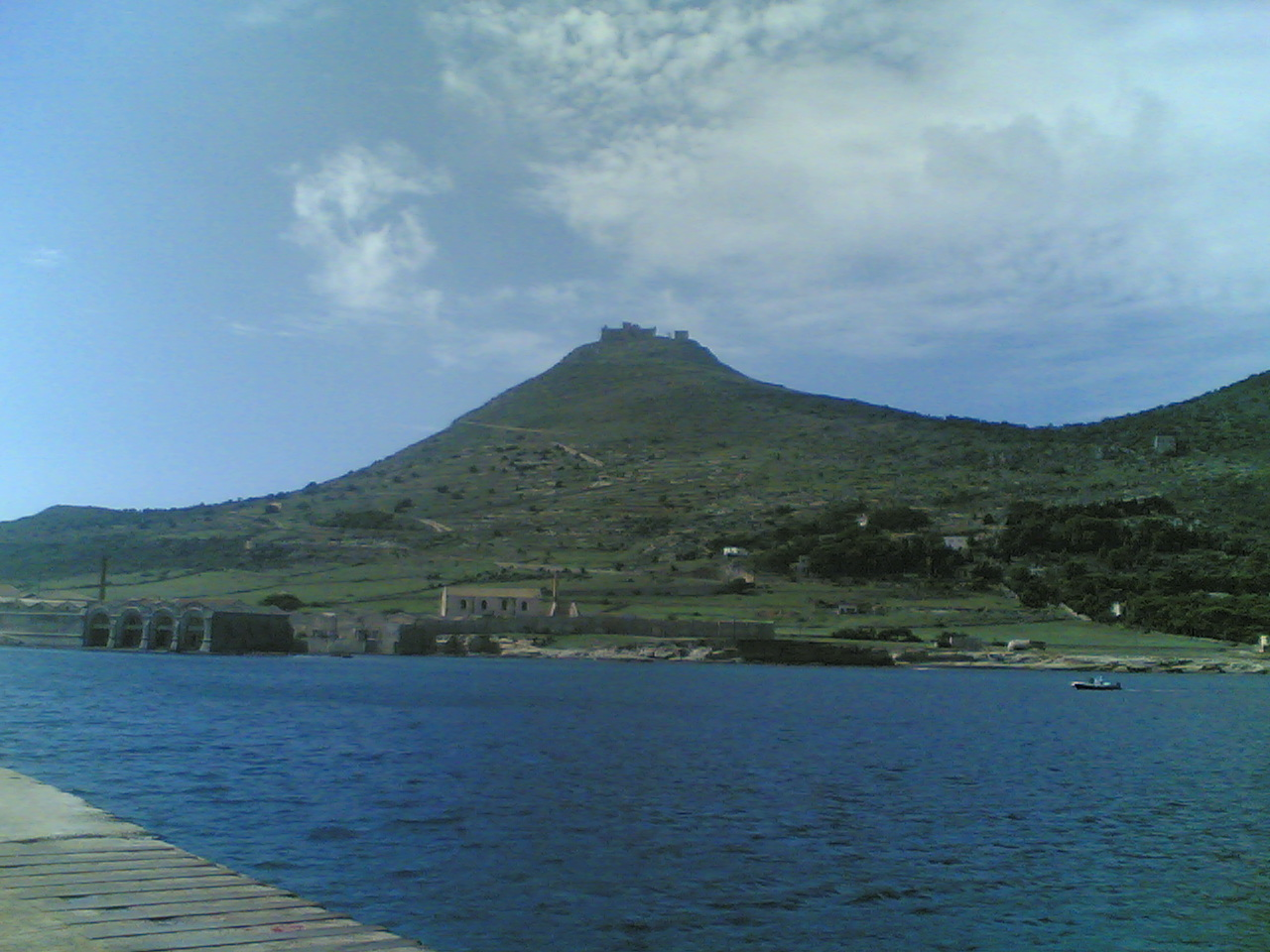
Il monte Santa Caterina

L'isola di Favignana ha una superficie di 19 km² circa e uno sviluppo costiero di 33 km frastagliati e ricchi di cavità e grotte. Anticamente il nome di Favignana era Egusa (Aegusa per i Latini), dal greco Aigousa (Αἰγοῦσα), cioè «che ha capre», data la loro abbondanza sull'isola. Era anche conosciuta con altri nomi come Aponiana, Katria, Gilia e viene ricordata da numerosi scrittori tra cui Plinio, Polibio, Nepoziano, l'anonimo Ravennate. Dai geografi arabi era conosciuta con il nome Djazirat ‘ar Rahib («isola del monaco» o «del romito»), in quanto sull'isola si erge un castello di epoca normanna, il cosiddetto Castello di Santa Caterina, dove avrebbe vissuto per l'appunto un monaco. Il pittore Salvatore Fiume la definì una «farfalla sul mare» per via della sua conformazione caratteristica. Il nome attuale (anticamente Favognana) deriva dal favonio, un vento caldo di ponente che ne determina il clima molto mite.
Nonostante nell'antichità fosse ricca di vegetazione, oggi ne è povera a causa del disboscamento.
L'isola è attraversata da nord a sud da una dorsale montuosa la cui altitudine massima è quella del Monte Santa Caterina, di 314 metri. Altre due cime sono la Punta della Campana alta 296 metri e la Punta Grossa (252 metri).
Sul lato meridionale si trovano gli isolotti Preveto, Galera e Galeotta (praticamente degli scogli).

### Flora e fauna
Favignana fa parte della riserva naturale delle isole Egadi istituita nel 1991.
L'isola è abbastanza brulla e ospita la tipica macchia mediterranea e la gariga. La vegetazione è quindi costituita da oleastro, lentisco, carrubo, Euphorbia dendroides e sommacco. Vi sono alcuni interessanti endemismi quali il cavolo marino (Brassica macrocarpa), il fiorrancio marittimo (Calendula maritima), la finocchiella di Boccone (Seseli bocconei). Uno studio degli anni sessanta sulla vegetazione delle Egadi riporta a Favignana circa 570 specie.
Nell'area est dell'isola vi sono molti giardini detti ipogei, curati e coltivati all'interno delle cave di tufo ormai dismesse; fra questi il "Giardino dell'Impossibile".
È una delle poche isole minori siciliane in cui sia presente una popolazione di rospo smeraldino siciliano (Bufotes boulengeri siculus).

### Le cave
Le due porzioni del territorio isolano subirono un diverso destino dovuto alla decisione, da parte dei Saraceni, di fondare il primo nucleo del paese nei pressi delle falde orientali del Monte Santa Caterina, e alla diversa composizione mineralogica della roccia presente in entrambe; questa differenza di composizione ha spostato l'attenzione degli isolani sul versante orientale dando vita alla lunga attività di estrazione della pietra.
Le cave di tufo sono sparse pertanto sul territorio della Piana divenendo, nei secoli, l'elemento che maggiormente caratterizza il paesaggio antropizzato dell'isola. La pietra presente nell'isola è una calcarenite, roccia sedimentaria composta prevalentemente da sabbia e gusci fossili, che si distingue in due categorie: una di qualità inferiore, di colore giallo, presente nello strato superiore del terreno e una di qualità superiore, di colore bianco, sottostante quella precedente; la calcarenite bianca di Favignana è stata utilizzata, nei secoli, come eccellente materiale per l'edilizia che si ritrova tutt'oggi nelle case e nelle chiesa dell'Immacolata Concezione di Favignana, nella Villa Florio, nella Villa Igiea di Palermo, a Messina nei palazzi ricostruiti dopo il terremoto del 1908 e a Tunisi.
Lo sfruttamento del suolo raggiunse il massimo sviluppo nel periodo compreso tra il governo dei Pallavicino (XVII secolo) e quello dei Florio (inizio del XX secolo) durante il quale, attraverso il perfezionamento delle tecniche e degli strumenti utili al taglio della pietra, i cavatori favignanesi divennero esperti nel mestiere.
I metodi di estrazione praticati per la realizzazione delle cave a Favignana si suddividono in due categorie: a cielo aperto (a fossa) o al coperto (a gallerie e pilastri); la determinazione del metodo di scavo dipendeva esclusivamente dalla condizione orografica del terreno.

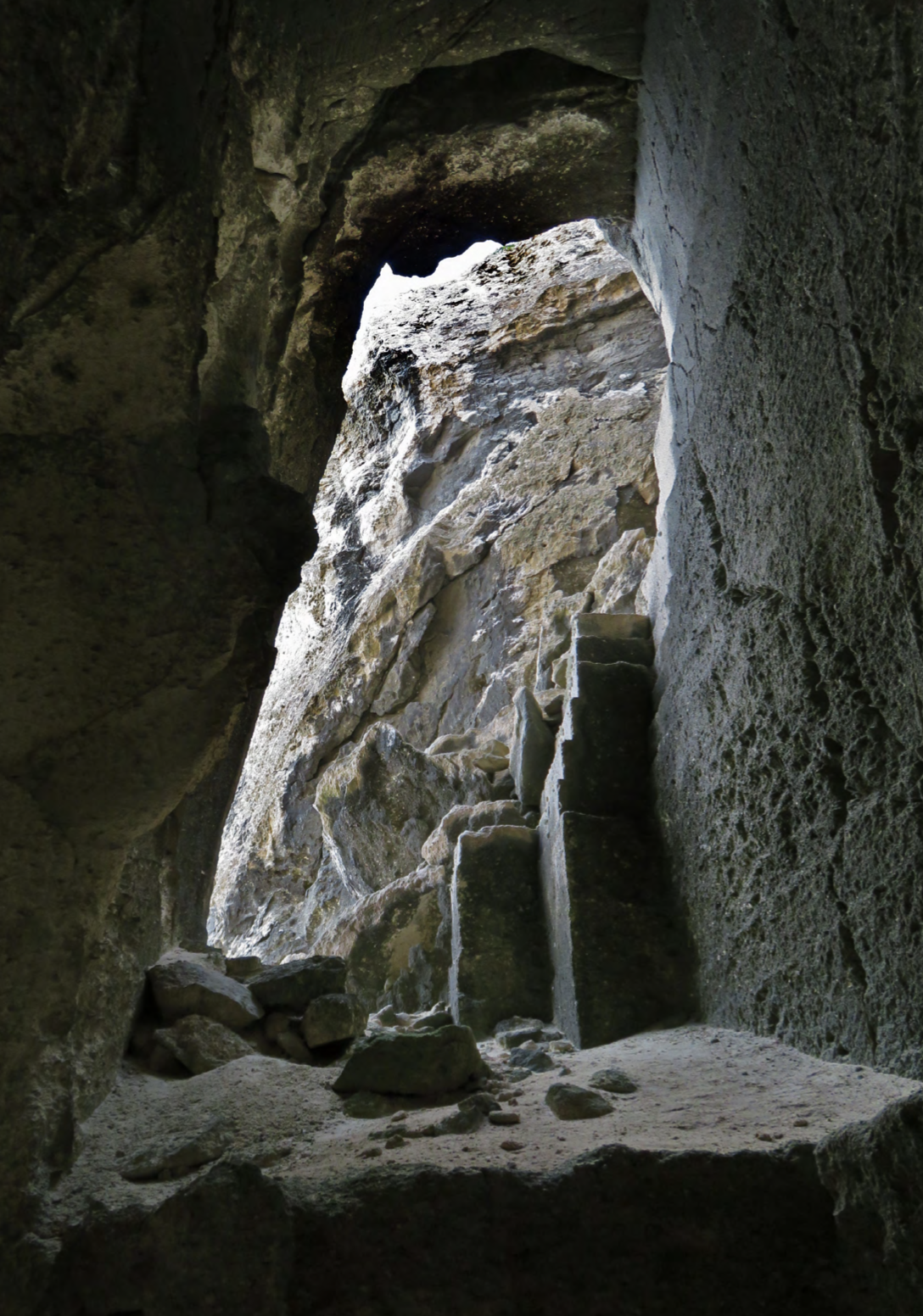
Cava a galleria nella località Scalocavallo

Il metodo a cielo aperto prevedeva la realizzazione di una cava attraverso la squadratura di una superficie orizzontale, lunga 10 x 10 m circa, e la successiva eliminazione della vegetazione e del cappellaccio, lo strato superficiale della roccia con spessore variante da 1 a 2 metri, fino a raggiungere la pietra più profonda. La cava pertanto veniva realizzata strato per strato permettendo ai cavatori di estrarre la pietra dall'alto verso il basso, scendendo nella profondità del suolo, avendo cura di lasciare dei conci attaccati al suolo al fine di formare una scala, unico elemento di accesso all'interno.
Il metodo al coperto prevedeva invece l'accesso alla cava o attraverso grotte naturali, situate prettamente lungo la costa, o attraverso l'apertura di una galleria su una parete verticale di una cava a cielo aperto. La realizzazione di una galleria prevedeva di lasciare intatte alcune porzioni di roccia che fungevano da sostegno verticale.

### Spiagge

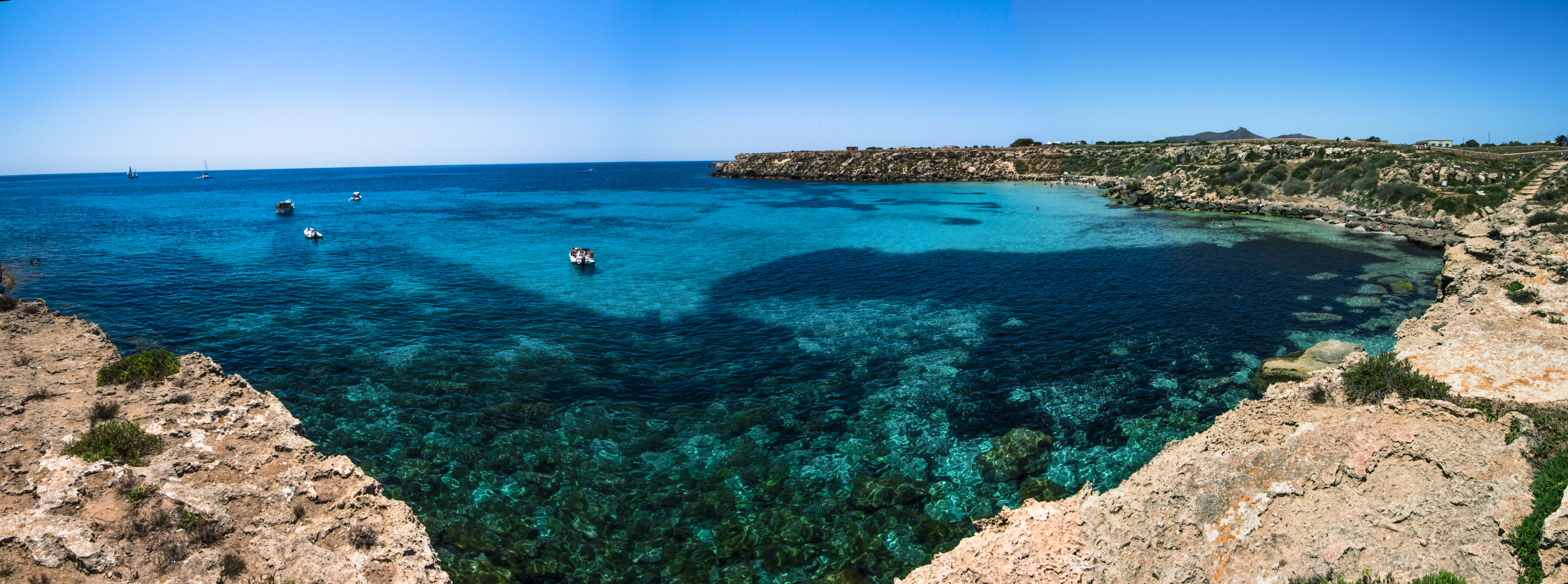
Cala Azzurra

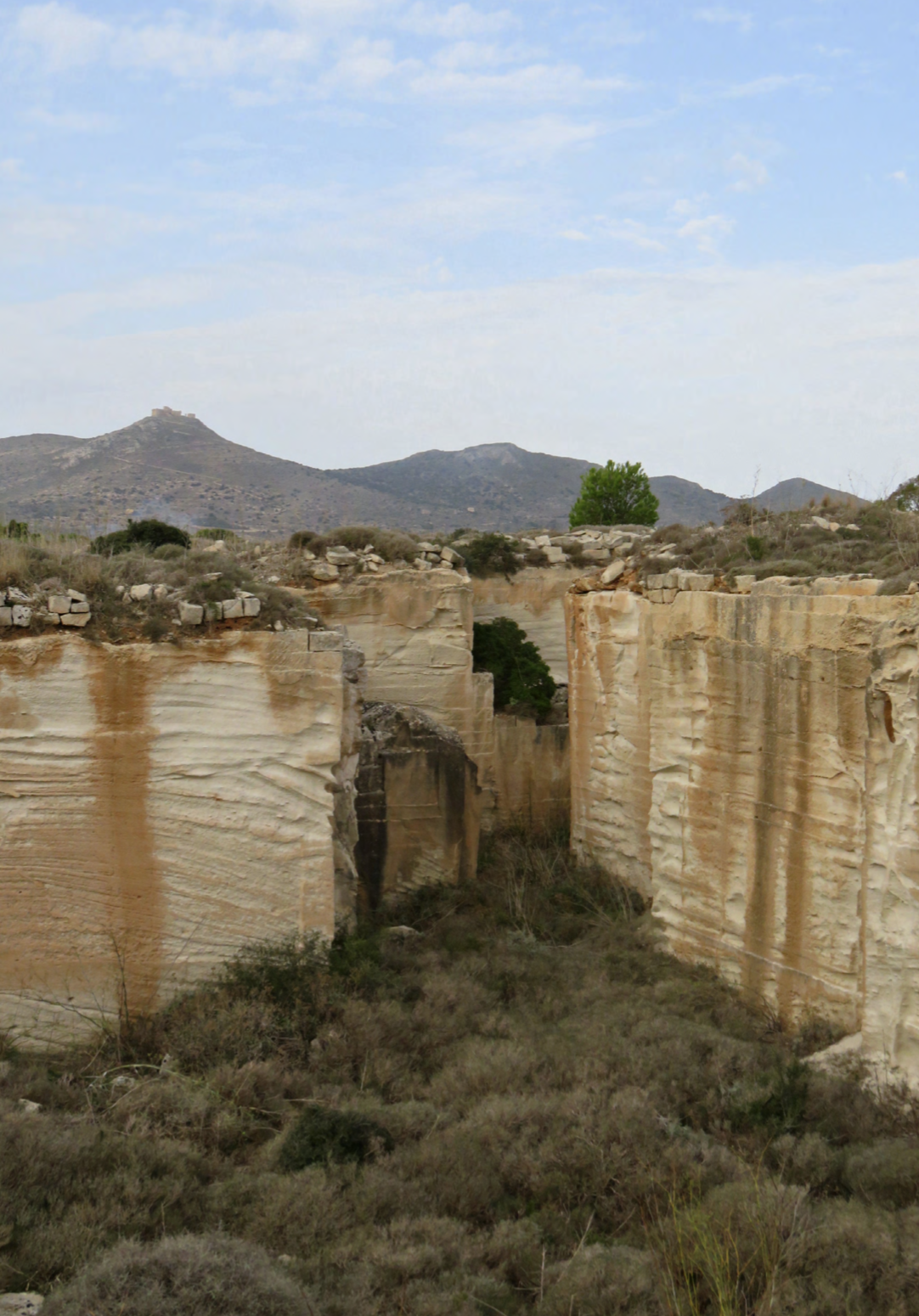
Cava a cielo aperto nella località Settemine

I più noti accessi al mare sull'isola di Favignana sono:
- la spiaggia della Praia
- Burrone (spiaggia sabbiosa)
- Cala Azzurra (spiaggia con scogli)
- Cala Rossa (scogliera)
- Bue Marino (scogliera)
- Cala Grande
- Cala Ritunna (cala rotonda)
- Grotta Perciata (scogliera)
- Calamoni (scogliera e piccole spiagge)
- Scivolo (scogliera)
- La Praia
- Punta longa
- Preveto (ciottoli)
- Marasolo (piccola spiaggia con scogli)

La spiaggia di Cala Rossa nel 2015 è stata premiata per essere la spiaggia più bella d'Italia secondo il sito SkyScanner.

## Clima
| FAVIGNANA           | Mesi | Mesi | Mesi | Mesi | Mesi | Mesi | Mesi | Mesi | Mesi | Mesi | Mesi | Mesi | Stagioni | Stagioni | Stagioni | Stagioni | Anno |
| FAVIGNANA           | Gen  | Feb  | Mar  | Apr  | Mag  | Giu  | Lug  | Ago  | Set  | Ott  | Nov  | Dic  | Inv      | Pri      | Est      | Aut      | Anno |
| ------------------- | ---- | ---- | ---- | ---- | ---- | ---- | ---- | ---- | ---- | ---- | ---- | ---- | -------- | -------- | -------- | -------- | ---- |
| T. max. media (°C)  | 17,2 | 17,4 | 18,1 | 21,0 | 23,2 | 27,5 | 29,9 | 30,6 | 29,3 | 24,5 | 21,0 | 17,8 | 17,5     | 20,8     | 29,3     | 24,9     | 23,1 |
| T. min. media (°C)  | 10,5 | 10,5 | 11,0 | 13,7 | 16,0 | 20,1 | 22,8 | 23,9 | 22,6 | 17,8 | 14,2 | 11,1 | 10,7     | 13,6     | 22,3     | 18,2     | 16,2 |
| Precipitazioni (mm) | 41   | 29   | 40   | 16   | 7    | 2    | 0    | 0    | 6    | 31   | 49   | 45   | 115      | 63       | 2        | 86       | 266  |
| Giorni di pioggia   | 4    | 3    | 4    | 2    | 1    | 0    | 0    | 0    | 0    | 3    | 5    | 5    | 12       | 7        | 0        | 8        | 27   |

## Storia

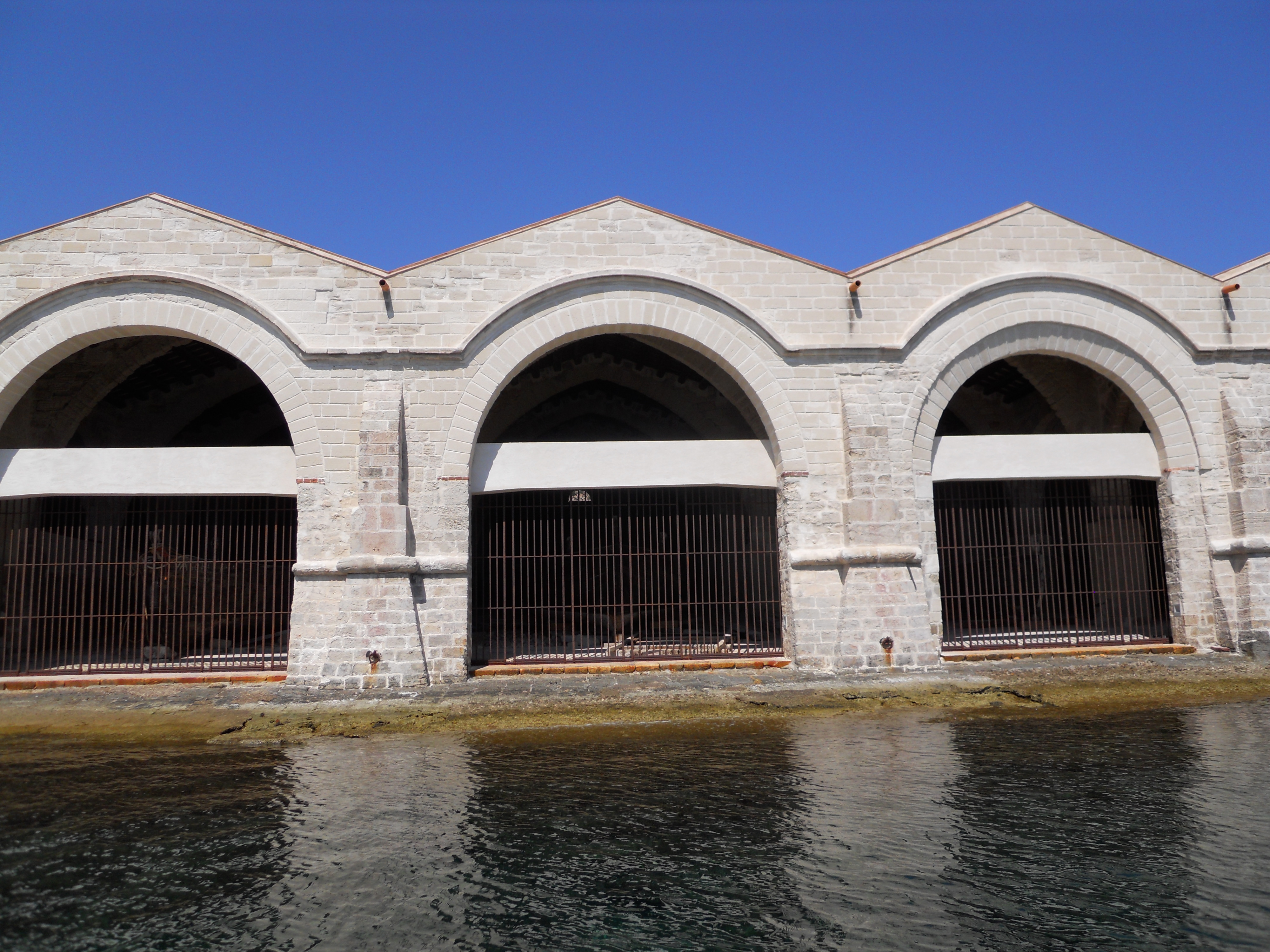
Veduta di uno scorcio dell'ex Stabilimento Florio delle tonnare di Favignana e Formica

La presenza umana a Favignana risale al Paleolitico superiore; tracce di antichissimi insediamenti umani si hanno principalmente nelle grotte del Faraglione e del Pozzo in zona San Nicola. Era nota agli antichi Greci con il nome Aegusa (Αιγούσα, isola delle capre). I Fenici si stabilirono a Favignana a partire dall'VIII secolo a.C. fino all'anno 241 a.C., quando, l'esercito romano, guidato da Gaio Lutazio Catulo, sbaragliò la flotta cartaginese nella battaglia finale della prima guerra punica, detta appunto battaglia delle isole Egadi, dopo la quale la Sicilia venne definitivamente annessa a Roma. Dopo il crollo dell'Impero romano le isole caddero in mano dei Vandali e dei Goti, successivamente riconquistate dall'Impero romano d'Oriente nel 535 e infine caddero in mano ai Saraceni tra l'827 e il 902.
Nel 1081 i Normanni, sotto il governo di Ruggero d'Altavilla, vi realizzarono un villaggio e possenti fortificazioni: il forte San Giacomo (all'interno dell'ex carcere, in paese) e quello di Santa Caterina (in cima alla montagna). Seguì il destino della Sicilia fino al XVI secolo, appartenendo come baronia alle famiglie Carissima e Riccio; nel 1568 il feudo fu venduto a Francesco Ferdinando d'Avalos; alla metà del secolo XVII, insieme all'intero arcipelago, divenne proprietà dei Pallavicini-Rusconi di Genova, con titolo di marchesi e poi, nel 1874, dei Florio, che potenziarono le tonnare dell'isola.
Dal periodo borbonico fino al fascismo l'isola fu utilizzata soprattutto come prigione e luogo di confino per gli avversari politici. Durante il periodo borbonico fu rinchiuso nella fossa di Santa Caterina il mazziniano Giovanni Nicotera, che venne poi liberato dai garibaldini dopo lo sbarco dei Mille.
Durante il secondo conflitto mondiale l'isola venne dotata lungo le coste, vista la sua posizione strategica, di un'imponente rete di casematte e fortificazioni militari, in gran parte ancora oggi conservate.
Favignana, sin dai tempi della dominazione romana, è stata sede estrattiva del tufo bianco conchigliare (in realtà è impropriamente detto tufo, essendo una calcarenite e non una roccia di origine vulcanica, come è il vero tufo) utilizzato nell'edilizia. Il cosiddetto tufo ha rappresentato una fonte economica importante per gli abitanti dell'isola. La lunga attività estrattiva, presente particolarmente nella parte orientale dell'isola, ha dato origine a particolari fossati, forre e caverne, oggi trasformate, specialmente dai privati cittadini, in particolari e suggestivi orti, giardini e abitazioni.

## Cultura

### Letteratura, musica e cinema
- Nel 1986 fu girato quasi interamente a Favignana il film Il commissario Lo Gatto con Lino Banfi.
- Nel 2003 è stato girato a Favignana il film L'isola di Costanza Quatriglio, con la partecipazione straordinaria di Erri De Luca nel ruolo del meccanico, unica apparizione cinematografica dello scrittore napoletano.
- L'autore trapanese Giacomo Pilati ha pubblicato nel 2004, per Mursia, il libro Minchia di Re, relativo a una vicenda svoltasi nell'isola di Favignana alla fine dell'Ottocento. Da questo libro, nel 2009 è stato tratto il film Viola di mare, di Donatella Maiorca, con la partecipazione di Valeria Solarino.
- Vi è stata girata nel 2009 la miniserie TV L'isola dei segreti - Korè.
- Nel 2012 vi è stato girato il film C'è sempre un perché con Maria Grazia Cucinotta.
- Nel 2019 Paolo Licata vi ha girato il film Picciridda, con Lucia Sardo, tratto dall'omonimo romanzo, ambientato a Favignana, di Catena Fiorello[10].
- Il film Quell’estate con Irène (2024) di Carlo Sironi è stato girato a Favignana.

- Lo scrittore e musicista Bob Salmieri, di origine favignanese, ha dedicato all'isola due libri e due CD:
  - I storie o Cafè di lu Furestiero (Ed. Interculturali 2005);
  - Uomini e Dei – Piccola Odissea Siciliana (Coppola Editore 2007);
  - I storie o Cafè di lu Furestiero (Tinder records USA 2002);
  - I storie o Cafè di lu Furestiero Novo (CNI Music – Italia 2006).
- La raccolta di poesie "La Volta Celeste" del 1955 di Accursio Malaffato è dedicata agli abitanti dell'isola.
- Favignana Mystic Blues di Mario Scotto è un romanzo giallo ambientato interamente a Favignana.

## Monumenti e luoghi d'interesse

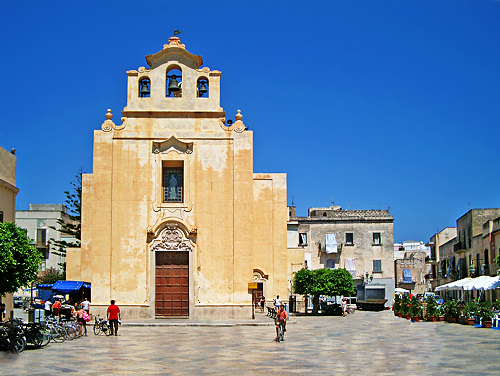
Chiesa Madrice

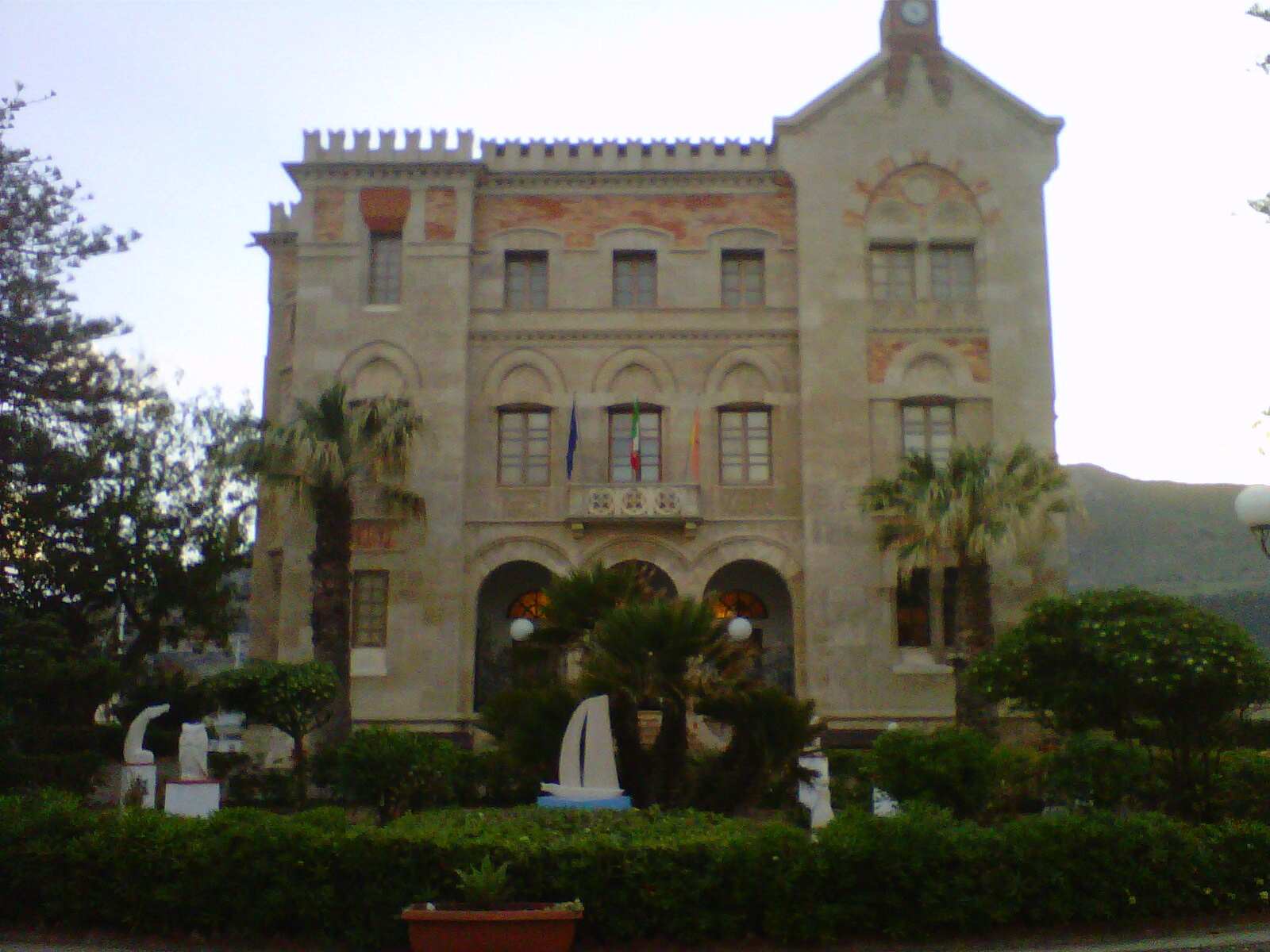
Villa Florio

### Architetture religiose
- La chiesa Madrice, settecentesca, intitolata alla Madonna dell'Immacolata Concezione e all'interno della quale è custodito un prezioso crocifisso ligneo del XVIII secolo e una statua marmorea raffigurante Sant'Antonio del XVII secolo, si trova al centro del paese.
- La Chiesa di Sant'Antonio[11].

### Architetture civile
- Villa Florio è una palazzina neogotica, fatta costruire da Ignazio Florio dal 1876 al 1878 su progetto dell'architetto Giuseppe Damiani Almeyda.[3] Oggi è di proprietà del comune e ospita il punto di informazioni turistiche[12].
- Castello di Santa Caterina, sulla sommità dell'isola.
- L'ex stabilimento della tonnara di Favignana, non più in attività a causa del ridotto numero dei tonni pescati, restaurato dalla Regione Siciliana tra il 2003 e il 2009. Attualmente il luogo è un sito museale aperto al pubblico a pagamento e sono offerte visite guidate da ex operai dello stabilimento. All'interno è possibile trovare testimonianze video legate alla mattanza e alla tonnara, e inoltre filmati storici concessi dall'Istituto Luce. È sede di un Antiquarium, dove vi è una sala nella quale sono esposti reperti storici ritrovati nel mare delle isole Egadi.[13]

## Economia
Una volta basata sulla pesca del tonno e sull'attività estrattiva del tufo, ora poggia quasi unicamente sul turismo. Così si è avuto uno sviluppo delle sistemazioni alberghiere e soprattutto extra alberghiere in città e nei dintorni, con la nascita di villaggi turistici, hotel, agriturismi e case vacanza.
Anche il settore della ristorazione ha avuto una crescita dovuta al turismo, sia nel numero dei locali sia nella qualità delle proposte.

## Galleria d'immagini

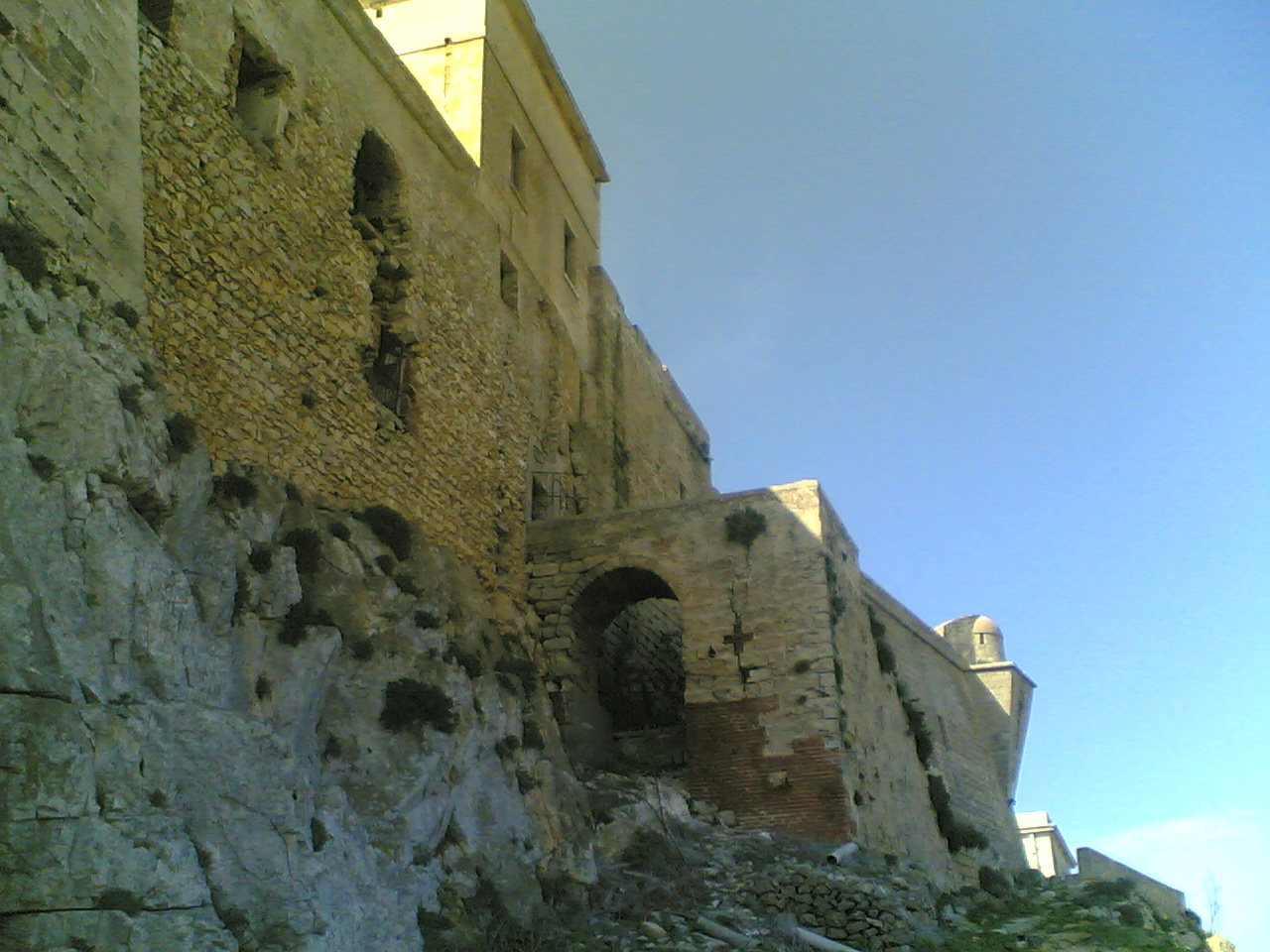
Castello Santa Caterina
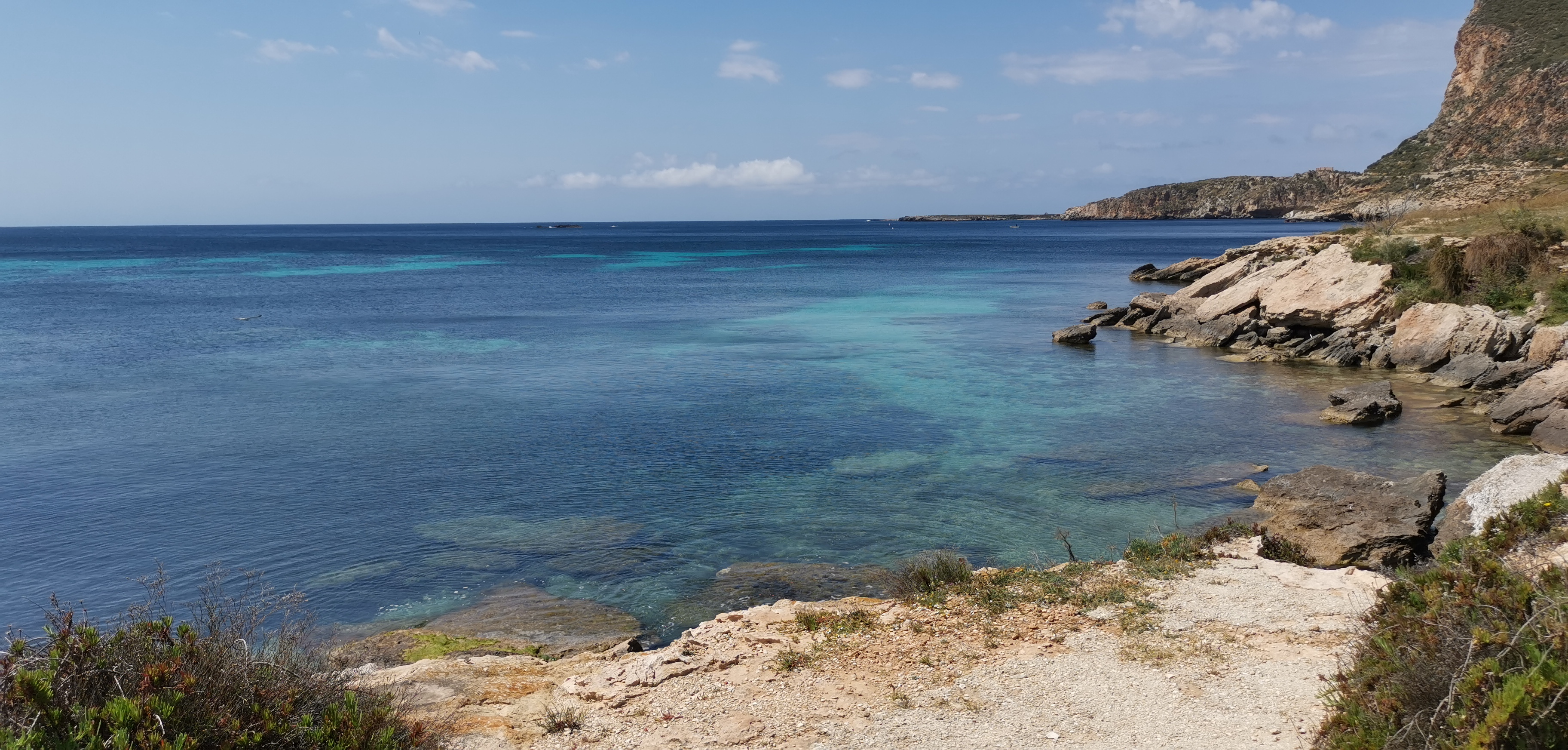
Cala Marasolo
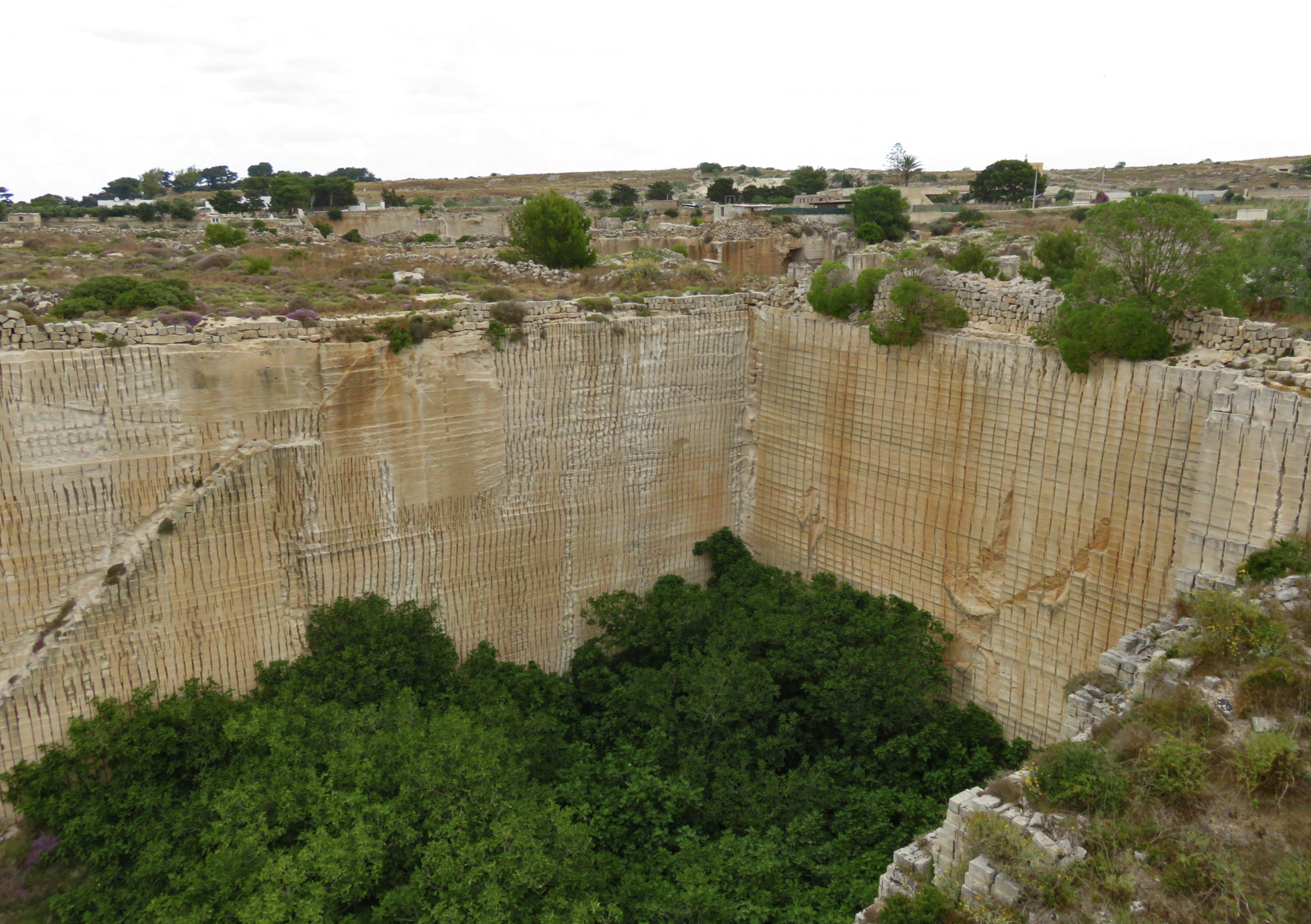
Cava a cielo aperto nella località Settemine
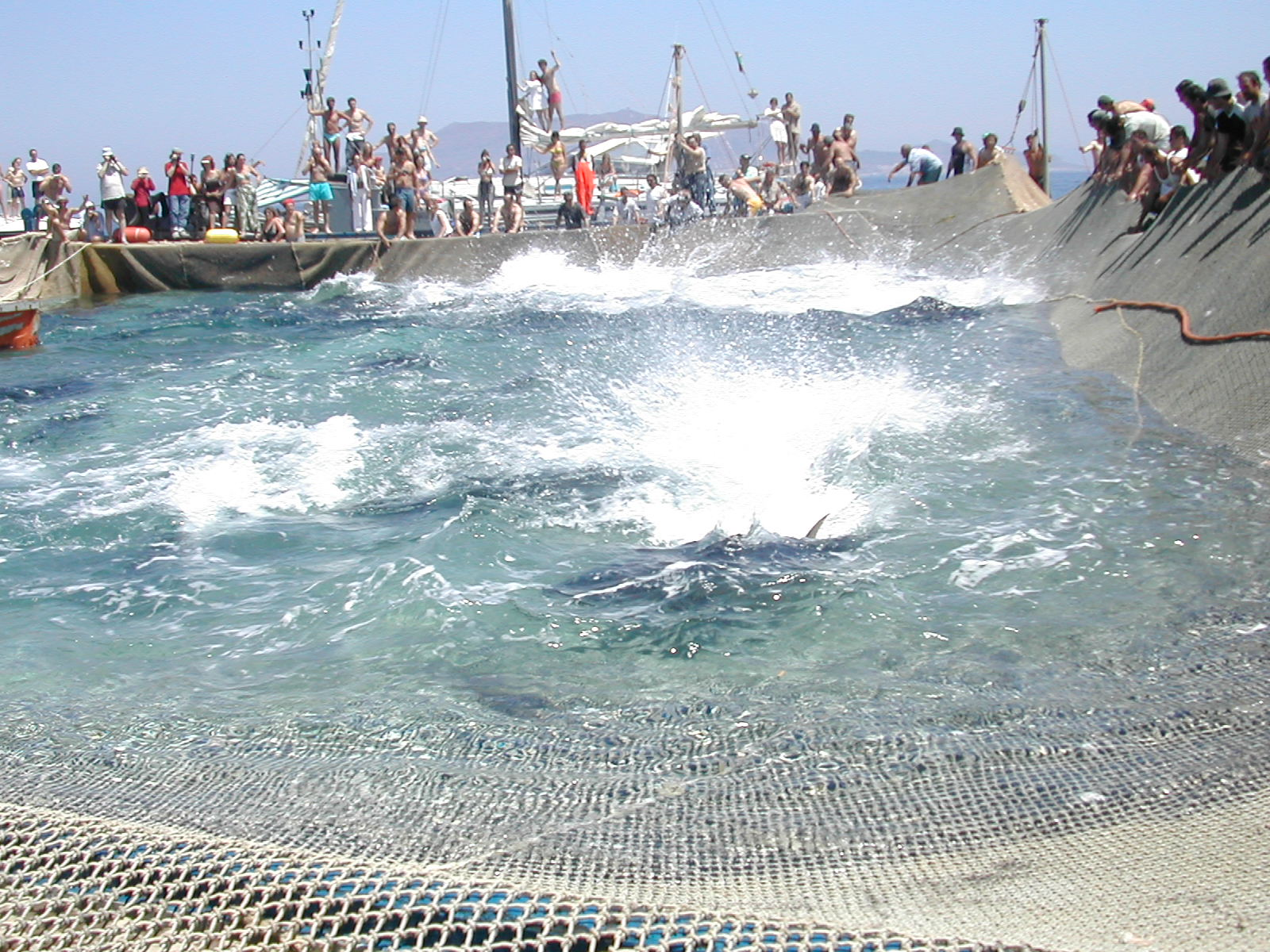
Una fase della mattanza dei tonni, foto del 2002
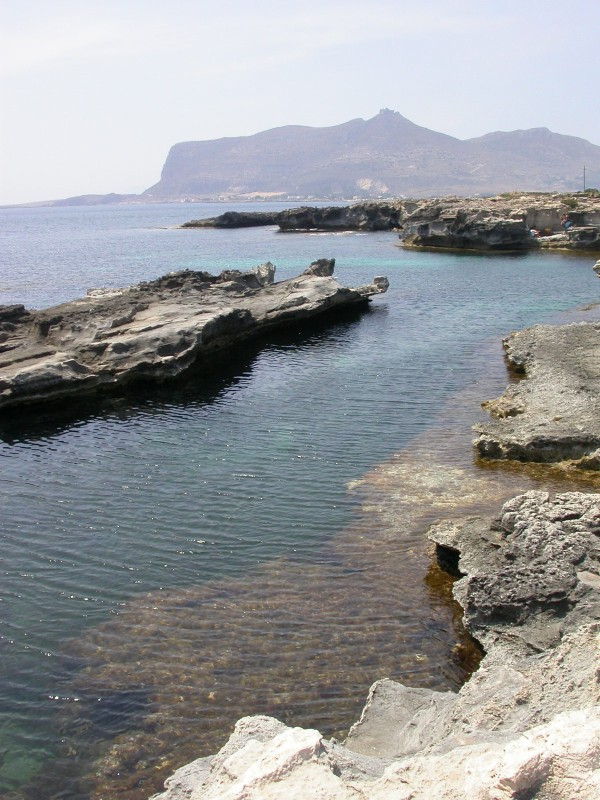
Caletta di Grotta Perciata
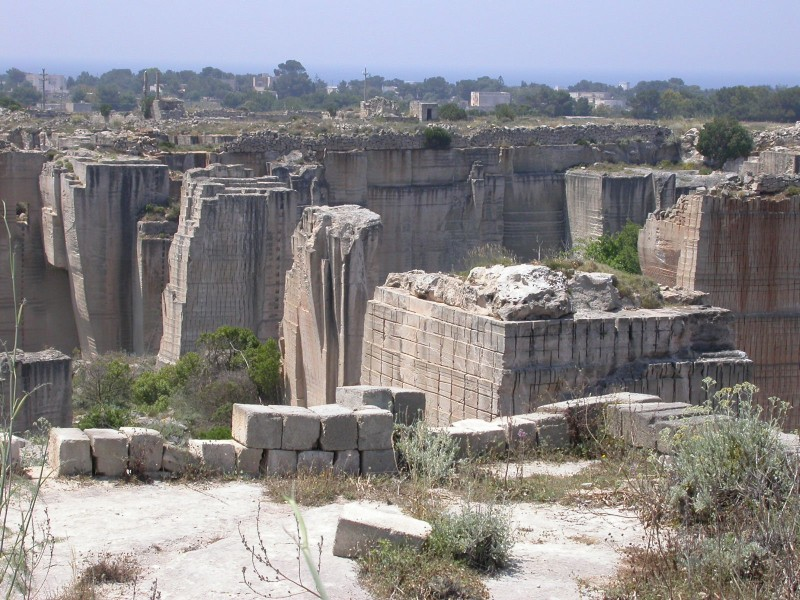
Le tipiche cave di tufo a cielo aperto di Favignana
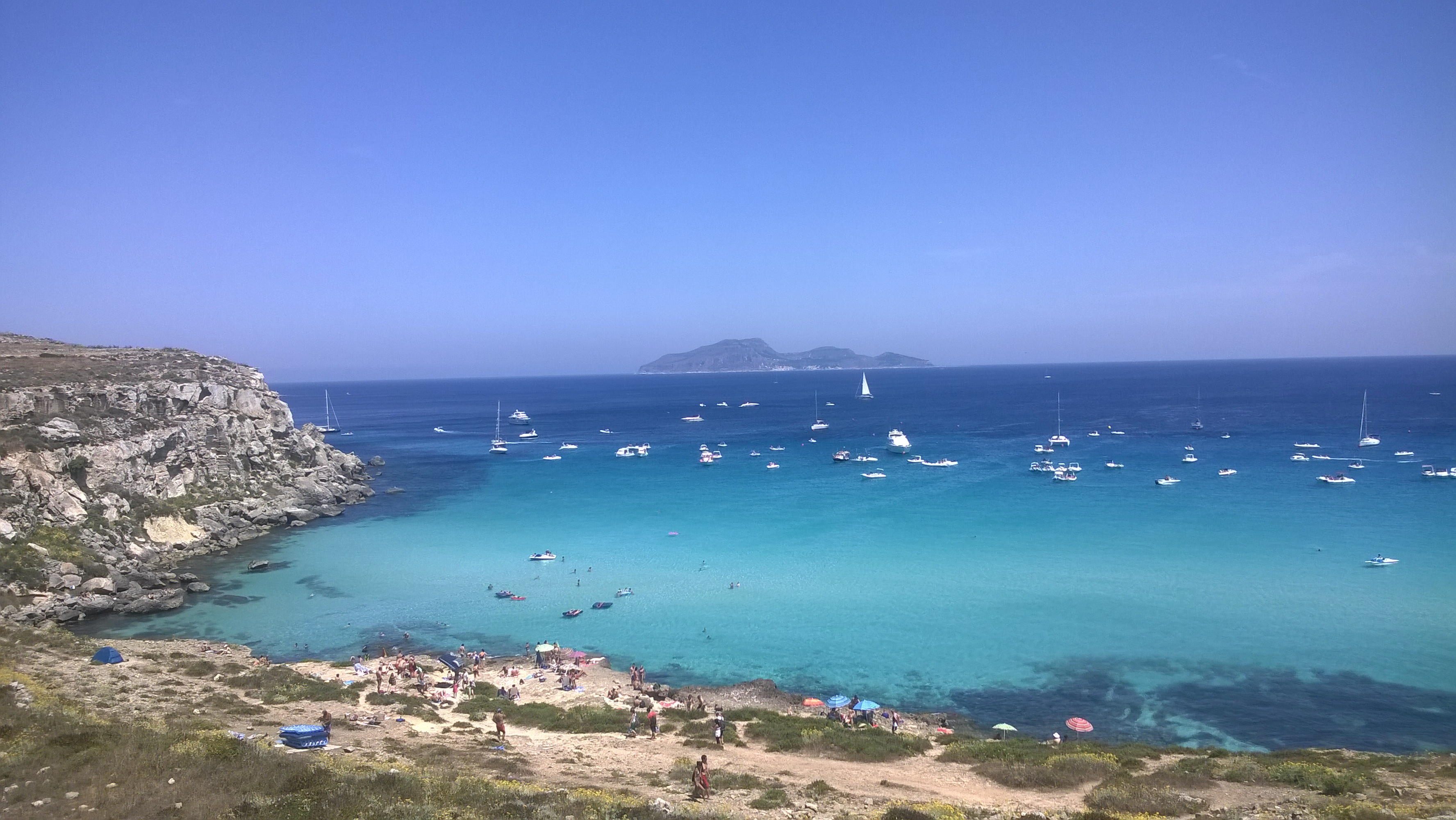
Favignana, Cala Rossa
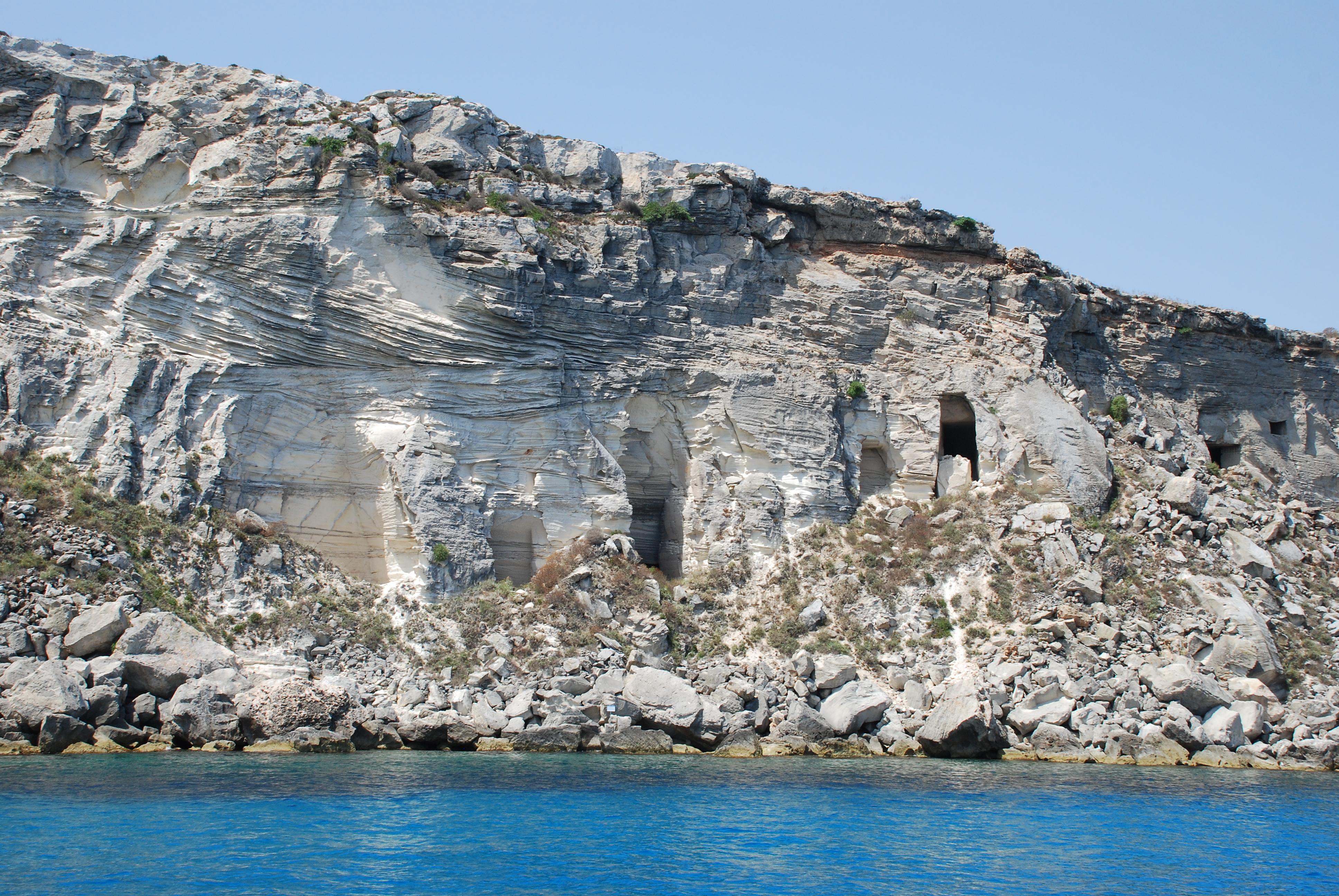
Favignana, Cala Rossa
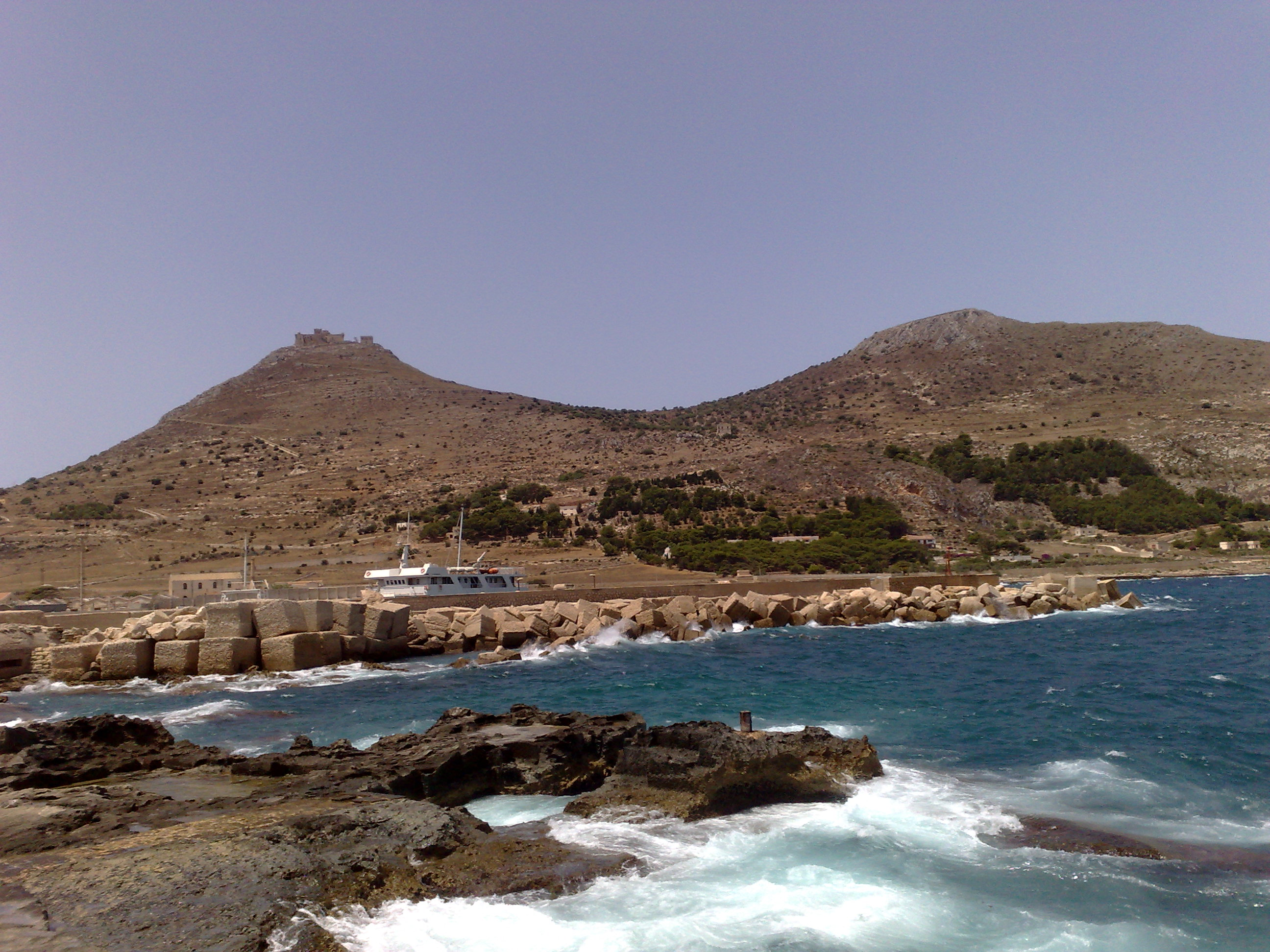
Cala Graziosa
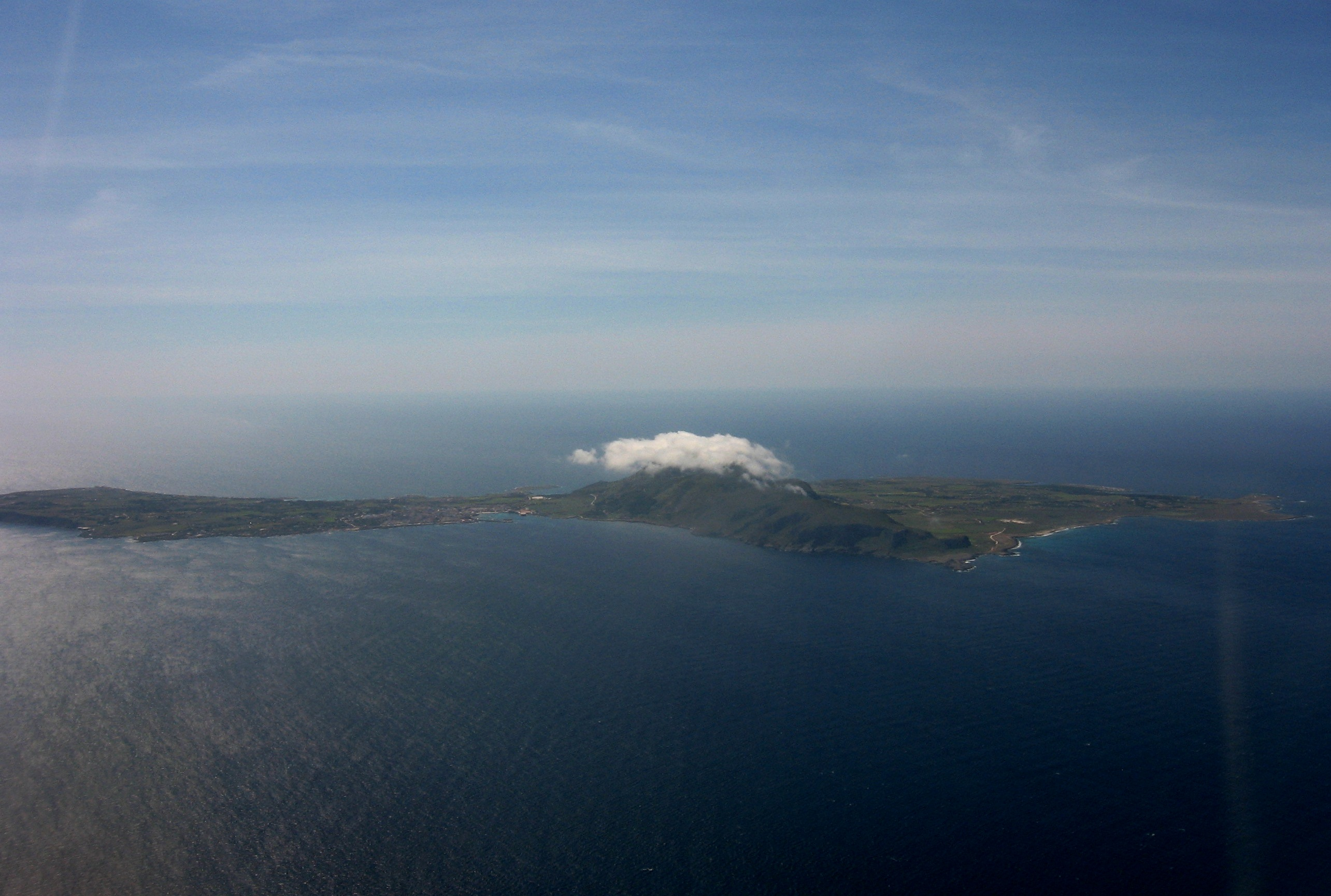
Veduta aerea di Favignana
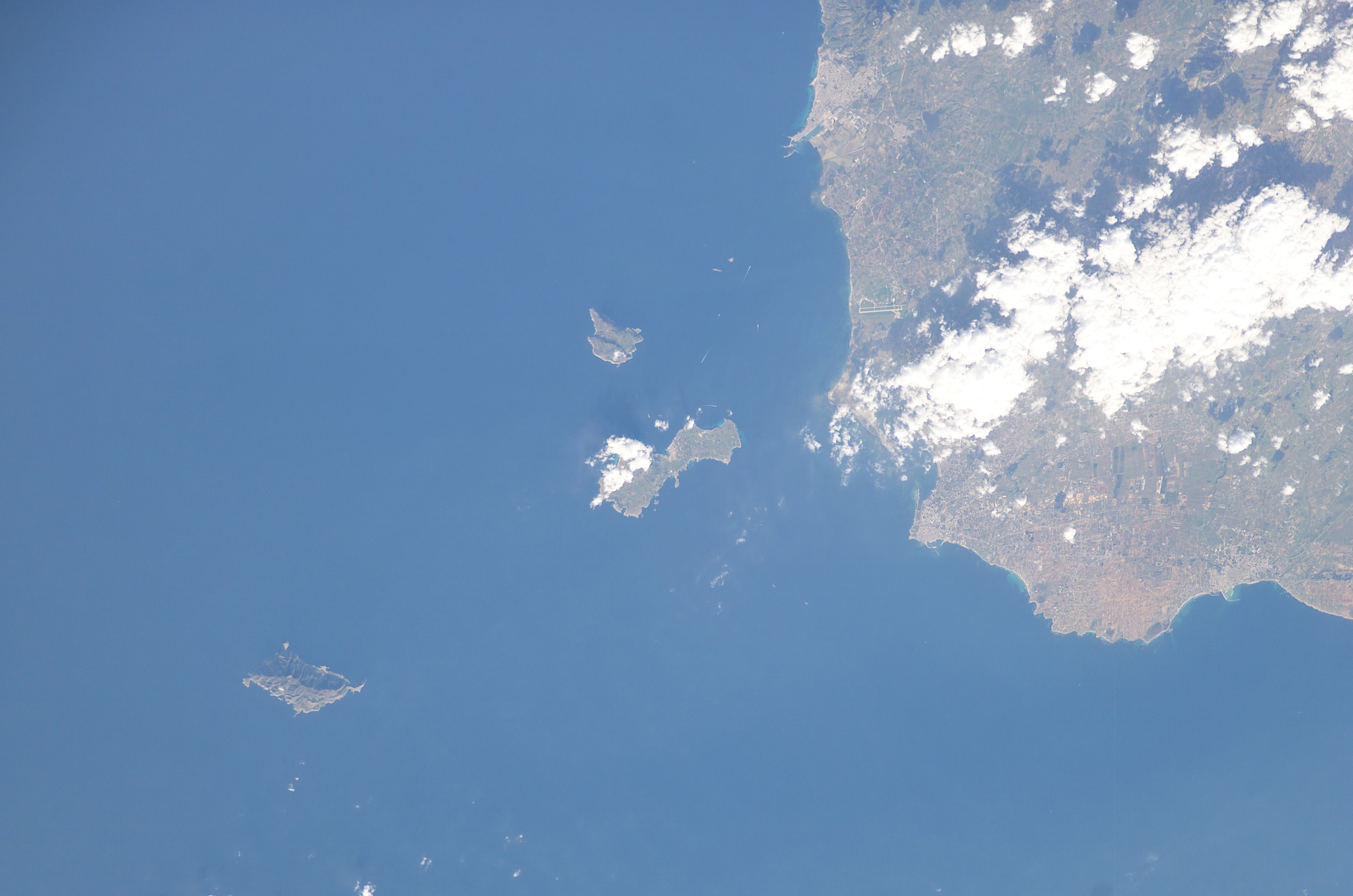
Veduta satellitare delle Isole Egadi